# Nietzsche (Gilles Deleuze)
Ne doit pas être confondu avec Nietzsche et la Philosophie.
Pour les articles homonymes, voir Nietzsche (homonymie).
Nietzsche (Nietzsche, sa vie, son œuvre : avec un exposé de sa philosophie) est un livre de Gilles Deleuze paru en 1965 (13e édition en 2005) aux Presses universitaires de France (PUF), portant sur la pensée du philosophe Friedrich Nietzsche. Cette monographie (à ne pas confondre avec  Nietzsche et la Philosophie du même auteur, PUF, 1962) est composée d'abord d'une partie biographique, suivie d'une analyse de la philosophie nietzschéenne, d'un dictionnaire des principaux personnages introduits par le philosophe allemand ainsi que des extraits de son œuvre choisis par Deleuze.

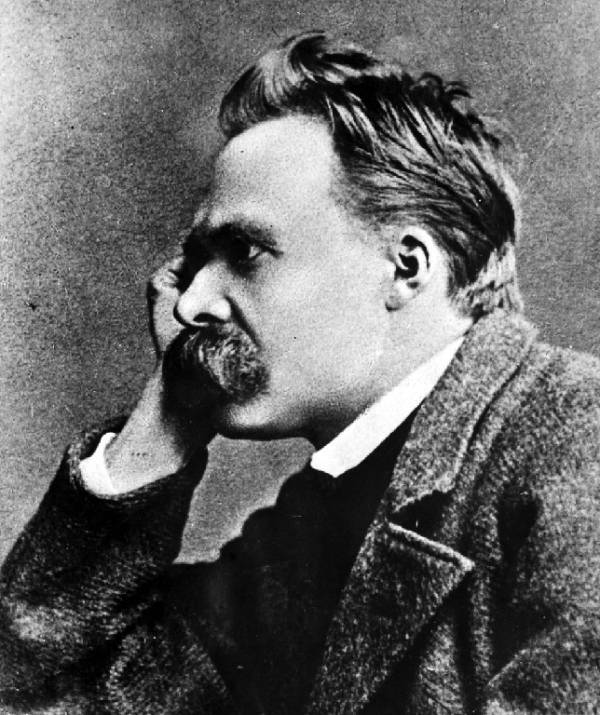
Friedrich Nietzsche

Les thèses de Deleuze sur Nietzsche, dans la mesure où elles reposent partiellement sur des extraits de La Volonté de puissance (elles précèdent l'édition de référence de Giorgio Colli et Mazzino Montinari qui ont rétabli le texte altéré par la sœur de Nietzsche), sont aujourd'hui contestées, notamment par Paolo D'Iorio.

## L'idéal nietzschéen du philosophe: l'artiste-médecin, le législateur présocratique
Nietzsche introduit deux nouveaux moyens d'expression : l'aphorisme et le poème, qui impliquent une nouvelle conception de la philosophie, où l'idéal de la connaissance est remplacé par l'interprétation et l'évaluation. Celui qui interprète, le médecin, le physiologiste, fixe le sens d'un phénomène qui devient un symptôme, un objet d'étude. L'interprète s'exprime par des aphorismes, qui sont l'interprétation et la chose à interpréter. Celui qui évalue, l'artiste, détermine la valeur hiérarchique des sens. Il crée des perspectives, et s'exprime par poèmes, qui sont, de même, l'évaluation et la chose à évaluer. Le philosophe se doit d'être évaluateur et interprète, artiste et médecin : c'est-à-dire législateur. 

## La dégénérescence de la philosophie
Cette conception du philosophe comme législateur est en réalité très ancienne, et correspond à l'unité présocratique entre vie et pensée, où « la vie active la pensée, et la pensée à son tour affirme la vie ». Mais il y a aujourd'hui un décalage, un oubli de cette unité. Nous avons le choix entre une vie misérable, et des pensées trop folles pour un vivant (Kant et Hölderlin). Cet oubli vient du fait que dès son origine, la force philosophique s'est vue contrainte de mimer une force préexistante : celle du prêtre. L'idéal ascétique servait de déguisement, de masque, de représentation nécessaire au philosophe pour être possible dans le monde : « l'esprit philosophique a toujours dû commencer par emprunter le déguisement et le cocon des types préalablement fixés du contemplatif, prêtre, magicien, devin, religieux de manière générale, pour être simplement possible dans une certaine mesure : l'idéal ascétique a longtemps servi de forme de manifestation, de présupposé d'existence du philosophe ». Et la philosophie s'est laissé prendre à son propre masque, le lien s'est maintenu tellement longtemps que l'idéal ascétique est devenu l'attitude du philosophe en soi. C'est pourquoi l'histoire de la philosophie est avant tout l'histoire de la dégénérescence de la philosophie. La pensée devient condamnation et mutilation réfléchie de la vie, elle lui oppose des valeurs supérieures, et la vie quant à elle est réduite à une forme compatible avec ces valeurs, une forme maladive. Il y a un « triomphe de la réaction sur la vie active, et de la négation sur la pensée affirmative ». Le philosophe devient soumis, il ne critique plus les valeurs établies, et n'est plus capable non plus d'en créer de nouvelles quand la vie les réclame : le législateur devient conservateur. Dorénavant, le philosophe s'incline face aux exigences du « vrai », de la « raison », pour des motifs qui sont souvent tout autres : le maintien de l'Etat sous sa forme actuelle, la perpétuation des valeurs admises ou d'une religion dissimulée. La philosophie devient « recensement de toutes les raisons que l'homme se donne pour obéir ». 
Cette dégénérescence profonde débute avec Socrate, le premier métaphysicien car il distingue deux mondes « par l'opposition de l'essence et de l'apparence, du vrai et du faux, de l'intelligible et du sensible ». Socrate entame la séparation de la pensée et de la vie, en permettant à la première de mesurer, limiter la seconde par la hiérarchie et la supériorité des valeurs. Cette séparation se poursuit, des siècles plus tard, chez Kant. En effet, « Kant dénonce les fausses prétentions à la connaissance, mais ne met pas en cause l'idéal de connaître ; il dénonce la fausse morale, mais ne met pas en question les prétentions de la moralité, ni la nature et l'origine de ses valeurs » ;  dès lors, son travail n'est critique qu'en surface, et sa démarche n'est pas tant une affirmation qu'une négation.
Le philosophe, et l'homme avec lui, devient un porteur, porteur des valeurs supérieures. Il est donc l'opposé du créateur, qui soulage, décharge la vie en inventant de nouvelles possibilités de vivre, de nouveaux prismes pour voir la vie. Pour Nietzsche, ce statut de porteur survit même à la mort de Dieu, qui n'implique pas la transmutation. Au contraire, la mort de Dieu enlaidit encore l'homme, qui s'interdit de manière autonome ce qui auparavant lui était interdit par une instance supérieure, il se surveille, se punit et se mutile tout seul. Les valeurs supérieures opèrent une descente de Dieu en l'homme, mais ne disparaissent pas.

## Le sens
L'interprétation consiste à déterminer le sens d'un phénomène. Le sens est un rapport de forces : certaines forces agissent, d'autres réagissent.

## La volonté de puissance
La volonté est le rapport de la force avec la force. La volonté de puissance ne consiste pas à prendre mais à créer et à donner. « La Puissance, comme volonté de puissance, n'est pas ce que la volonté veut, mais ce qui veut dans la volonté ». La volonté de puissance est l'élément différentiel dont dérivent les forces en présence : c’est par la volonté de puissance qu'une force commande, mais c'est aussi par la volonté de puissance qu’une force obéit. Affirmation et négation sont les qualités de la volonté de puissance, comme actif et réactif sont les qualités des forces. L'affirmation est multiple et pluraliste, contrairement à la négation qui est lourdement moniste.

## Le triomphe historique du nihilisme
Historiquement, ce sont étrangement les forces réactives qui l'ont emporté sur les forces actives : c'est la négation qui a triomphé dans la volonté de puissance. Cette combinaison victorieuse des forces réactives et de la négation dans la volonté, c'est précisément cela que Nietzsche appelle « nihilisme », ou « triomphe des esclaves ». Les forces réactives ne l'ont pas emporté par somme, mais par une sorte de « contagion », un « devenir-réactif de toutes les forces » : c'est une véritable « dégénérescence ». Les faibles triomphent car ce sont les plus impuissants, et « c'est cette impuissance qui fait croître en eux la haine jusqu'à la rendre formidable et inquiétante, jusqu'à la rendre suprêmement spirituelle et suprêmement venimeuse ». Le ressentiment se sublime en une sorte d'ingéniosité, d'intelligence chez le faible et en particulier chez la figure du prêtre, qui peuvent expliquer leur domination progressive sur les nobles et les forts. L'outil principal de la victoire, c'est le travail sur les valeurs, c'est l'attaque de l'unité axiologique constitutive de la morale affirmative des puissants : « bon = noble = puissant = beau = heureux = aimé de Dieu ». À défaut d'avoir lieu dans le monde matériel, la guerre sourde et souterraine entre faibles et forts, entre action et réaction, entre affirmation et négation, se tient dans le monde fictif des valeurs. Ce « soulèvement d'esclaves en morale » a des incidences dans le réel : le fort est séparé de ce qu'il peut, il est limité, contraint, rongé par la mauvaise conscience, ses instincts sont punis et dévalorisés. Finalement, c'est une « vie malade » qui triomphe, une vie réduite à ses processus réactifs, et un « devenir-esclave » qui contamine tous les hommes. 
Mais en l'emportant, les forces réactives ne cessent pas d'être réactives, tout comme la négation ne devient pas soudainement affirmation. La typologie est avant tout qualitative, et un faible au pouvoir reste toujours un faible. Dans les Etats où la bassesse l'emporte sur la noblesse, où les hommes domestiqués ne sont plus que des bouffons, alors la volonté de puissance cesse de signifier « créer », « donner », et prend le sens qu'elle a dans la conception de l'esclave impuissant : « désir de dominer », c'est-à-dire volonté d'attribution des valeurs établies symbolisant la puissance (honneur, pouvoir, argent...). L'affirmation ne fait alors que porter haut les fruits de la négation qui la précède et qui la définit. 

### Étapes du triomphe du nihilisme
1) Ressentiment : « c'est ta faute ». La réaction n'est plus « agie » mais ressentie : le faible ne se bat plus, il se plaint. La vie est accusée, séparée de sa puissance. L'agneau dit : « je pourrais faire tout ce que fait l’aigle ; j'ai du mérite à m'en empêcher ; qu'il fasse comme moi ! »
2) Mauvaise conscience : « c'est ma faute ». Les forces réactives reviennent à elles-mêmes, mais ainsi elles donnent l'exemple et deviennent contagieuses.
3) Idéal ascétique : La vie faible ou réactive veut finalement la négation de la vie : sa volonté de puissance est volonté de néant. On juge la vie d'après des valeurs dites supérieures qui s'opposent à elle, la condamnent, la nient.
Ces premières étapes du nihilisme correspondent au judaïsme puis au christianisme, ce dernier étant préparé par la philosophie grecque (i.e., la dégénérescence de la philosophie en Grèce).
4) Mort de Dieu : Les valeurs divines sont remplacées par des valeurs « humaines, trop humaines » (utilité, progrès, histoire). Mais avec cet avènement de l'humanisme, rien n'est changé : c'est la même vie réactive, le même esclavage, le même poids qui s'exerce par les valeurs humaines.
5) Le dernier homme et l'homme qui veut périr : C'est l'aboutissement du nihilisme : les forces réactives prétendent se passer de volonté, et le dernier homme dit : « Tout est vain, plutôt s'éteindre passivement ! Plutôt un néant de volonté qu’une volonté de néant ! » Mais la volonté de néant se retourne contre les forces réactives et inspire à l'homme l'envie de se détruire activement : c'est l'homme qui veut périr.
À ce point, tout est prêt pour une transmutation de toutes les valeurs.

## La transmutation de toutes les valeurs
La transmutation de toutes les valeurs se définit par un devenir actif des forces, un triomphe de l'affirmation dans la volonté de puissance. L'affirmation devient l'essence ou la volonté de puissance elle-même. La négation subsiste, mais elle est au service de celui qui affirme et crée. Le « oui » signifie créer et non plus porter, tandis que le « non » traduit l’agressivité créatrice et non plus le ressentiment.
La transmutation n'est possible qu'à l'issue du nihilisme, quand la négation, se retournant enfin contre les forces négatives, devient elle-même une action et passe au service d’une affirmation supérieure. Le nihilisme est vaincu par lui-même. 

### L'affirmation du multiple et du devenir
Ce que le nihilisme nie, ce n'est pas tant l'être (qui ressemble au néant) que le multiple, le devenir. La première figure de la transmutation fait du multiple et du devenir l'objet d'une affirmation. L'affirmation du multiple recèle la joie pratique du divers. La valorisation des sentiments négatifs ou des passions tristes, voilà la mystification sur laquelle le nihilisme fonde son pouvoir (Lucrèce et Spinoza partagent ce point de vue et conçoivent la philosophie comme affirmation).

### L'affirmation de l'affirmation
Le devenir et le multiple sont eux-mêmes des affirmations. L'affirmation de l'affirmation, le dédoublement, le couple divin Dionysos-Ariane, cela constitue la deuxième figure de la transmutation. La véritable opposition n'est pas entre Socrate (juge la vie) et Dionysos (dit que la vie n’a pas à être jugée), mais entre Dionysos (affirmation la vie) et le Crucifié (négation de la vie).
L'Être et l'Un prennent un nouveau sens : l'Un se dit du multiple en tant que multiple, l'Être se dit du devenir en tant que devenir : c'est la troisième figure de la transmutation. On n'oppose plus le devenir à l'Être, le multiple à l'Un (ces oppositions sont les catégories du nihilisme) ; on affirme l'Un du multiple, l'Être du devenir, la nécessité du hasard. 

### L'éternel retour
Revenir est précisément l'Être du devenir, l'Un du multiple, la nécessité du hasard. Ce n'est pas le Même qui revient (car le Même ne préexiste pas au divers), c'est le revenir qui est le Même de ce qui devient. 
L'éternel retour est sélectif, et doublement : 
1. Pensée sélective : l'éternel retour donne une loi pour l'autonomie de la volonté dégagée de toute morale : quoi que je veuille, je « dois » le vouloir de telle manière que j'en veuille aussi l'éternel retour. Cela élimine les « demi-vouloirs » qu'on ne veut qu'une fois.
2. Être sélectif : seule revient l'affirmation, la joie. La négation est expulsée par le mouvement même de l'éternel retour, comme une force centrifuge qui chasse le négatif.

Mais dans beaucoup de textes de Nietzsche l'éternel retour est un cycle où tout revient, où le Même revient. En fait, l'éternel retour est l'objet de deux exposés : dans l'un Zarathoustra est malade, justement à cause de l'idée du cycle, l'idée que tout revienne, ce qui n’est qu'une hypothèse banale et terrifiante (car elle implique le retour de la mesquinerie et du nihilisme) ; dans l'autre, Zarathoustra est convalescent et presque guéri, car il comprend le caractère sélectif de l'éternel retour.

### Le Surhomme
Le quatrième et dernier aspect de la transmutation est qu'elle implique et produit le Surhomme. L'homme est un être réactif, mais l'éternel retour expulse le nihilisme. Le Surhomme désigne le recueillement de tout ce qui peut être affirmé, le type qui représente l'Être sélectif. D'une part, il est produit dans l'homme, par l'intermédiaire du Dernier homme et de l'homme qui veut périr, mais au-delà d'eux, comme une transformation de l'essence humaine. D'autre part, il n'est pas produit par l'homme : il est le fruit de Dionysos et d'Ariane.
Ainsi, les figures de la transmutation sont : Dionysos ou l'affirmation ; Dionysos-Ariane, ou l'affirmation dédoublée ; l'éternel Retour, ou l'affirmation redoublée ; le Surhomme, ou le type et le produit de l'affirmation.

## Table des matières
- La vie
- La philosophie
- Dictionnaire des principaux personnages de Nietzsche
- L'œuvre
- Extraits :

-- Qu'est-ce qu'un philosophe ?
-- Dionysos philosophe
-- Forces et volonté de puissance
-- Du nihilisme à la transmutation
-- L'éternel retour
-- Sur la folie
- Bibliographie

## Éditions
- Nietzsche, sa vie, son œuvre : avec un exposé de sa philosophie, 1re éd., Paris, Presses universitaires de France, « Philosophes », 1965.
- Nietzsche, Paris, PUF, « Philosophes », 1977.